# Steinhübel (Sachsen)
Der Steinhübel (früher auch Hindenburghöhe) ist eine 816,9 m ü. NHN hohe Erhebung nördlich von Rübenau im sächsischen Erzgebirge. Die zerklüftete Felspartie ist zugleich die höchste Erhebung im Rübenauer Kriegwald und höchster Berg auf dem Gebiet der Stadt Olbernhau.

## Aussicht

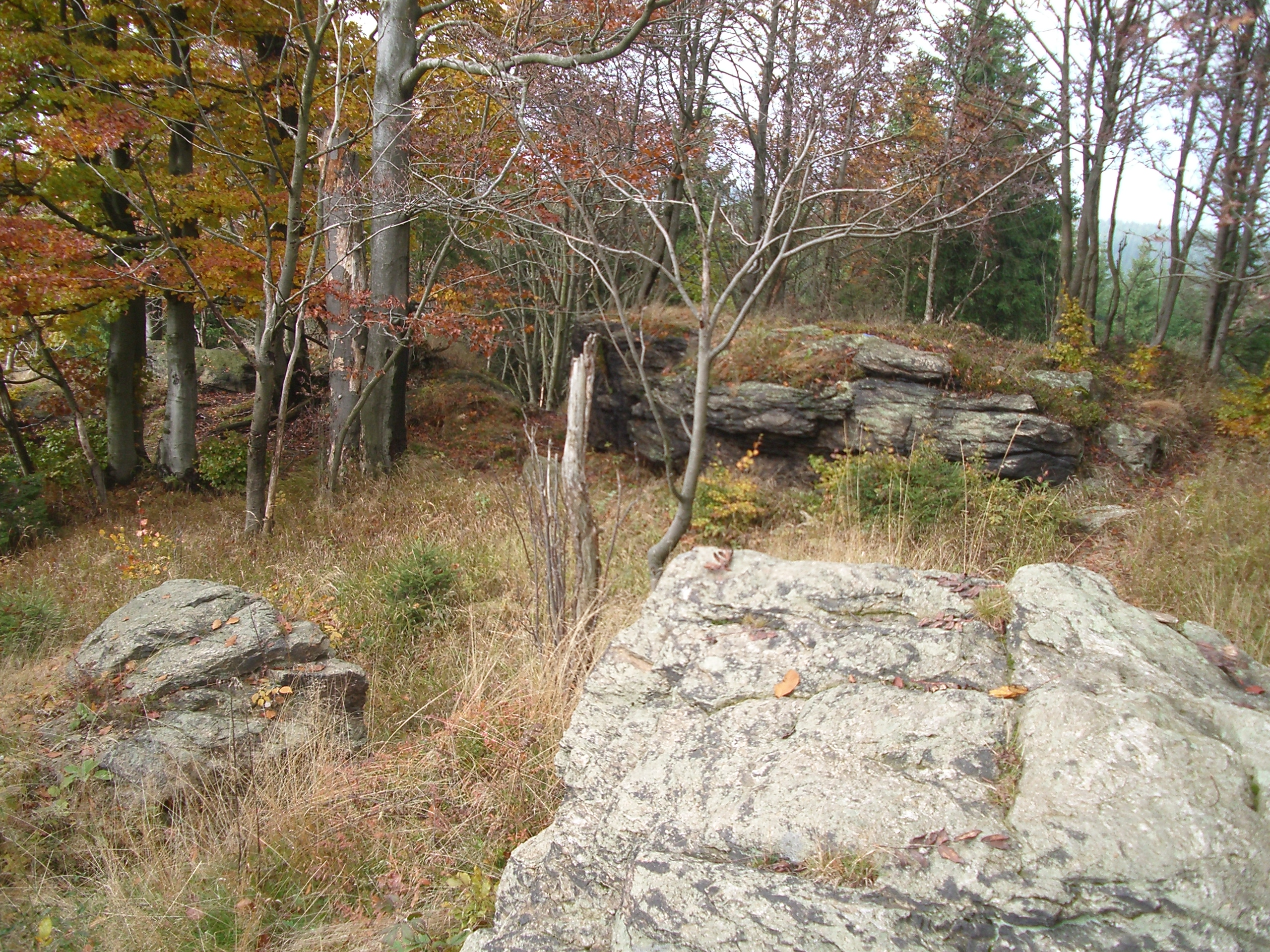
Gipfelplateau des Steinhübel

Der Ausblick wird teilweise durch dichten Buchenwald eingeschränkt. Im Südwesten lassen sich Kühnhaide und der Hirtstein erkennen. Bei guter Fernsicht erblickt man den 1215 Meter hohen Fichtelberg und den 1244 Meter hohen Keilberg. Im Süden erhebt sich auf tschechischer Seite der 842 Meter hohe Lauschhübel. Östlich sind der Rübenauer Ortsteil Kriegwald und die Bergschule mit den Windkraftanlagen zu erkennen.

## Weiteres
Etwa 1 Kilometer westsüdwestlich des Steinhübel liegt die historische bedeutsame Wüstung Ullersdorf. Der ehemalige Siedlungsort aus dem frühen 13. Jahrhundert gilt mit einer Höhenlage von mehr als 700 Metern als höchstgelegenes Relikt der Besiedelungszeit im Erzgebirge.